# كاميكاوا
كاميكاوا هي بلدية في اليابان، وبلدة في اليابان، تقع في Kamikawa Subprefecture ‏، بلغ عدد سكانها 3,651 نسمة وذلك حسب إحصائيات سنة 2018، تبلغ مساحتها 1,049.24 كيلومتر مربع.

## أعلام
- ماساهيكو هارادا